# Over My Head (Gerry Rafferty)
Over My Head è l'ottavo album in studio del cantautore scozzese Gerry Rafferty, pubblicato nel 1994.

## Tracce
Tutti i brani sono di Gerry Rafferty, eccetto dove indicato.
1. Bajan Moon
2. The Waters of Forgetfulness
3. Down and Out
4. Over My Head
5. The Girl's Got No Confidence
6. Wrong Thinking (Joe Egan)
7. Lonesome Polecat (Gene Paul, Johnny Mercer)
8. Right or Wrong (Egan, Rafferty)
9. Late Again (Egan, Rafferty)
10. Clear Day (Egan, Rab Noakes, Rafferty)
11. Out the Blue (John Lennon)
12. A New Beginning
13. Her Father Didn't Like Me Anyway